# Remixalbum
A remixalbum olyan zenei album, ami egy előadó korábban megjelent dalainak remixeit tartalmazza. A remixek többnyire ugyanabban a stílusban készülnek, így lehetnek hiphop, dance, reggae stílusú remixalbumok. Többnyire teljes hosszú nagylemezek, de léteznek remix EP-k is. Egyes remixalbumok egy album dalainak remixeit tartalmazzák, mások egyben válogatásalbumok is, és több album remixei szerepelnek rajta. Időnként a remixeken kívül tartalmaz bónuszdalokat is, többnyire korábban kiadatlanokat.
Az első remixalbum Harry Nilsson Aerial Pandemonium Ballet című albuma volt 1971-ben; ezt csak 1979-ben követte a következő, a Sly and the Family Stone 1979-ben megjelent 10 Years Too Soon című albuma az együttes 1960-as évekbeli slágereinek diszlóremixeit tartalmazta. Az 1982-ben megjelent Non-stop Ecstatic Dancing című Soft Cell-remixalbumon szereplő A Man Could Get Lost című dalt a house-zene egyik elődjének tekintik.
A remixalbum formátumot a Pet Shop Boys 1986-ban megjelent Disco című albuma kezdte népszerűvé tenni, ekkor más népszerű művészek is kezdtek kiadni remixalbumokat, úgymint Janet Jackson (Control – The Remixes, 1987), Madonna (You Can Dance EP, 1987) és Paula Abdul (Shut Up and Dance, 1990). Az első remixalbum, ami megjelenésekor egyből az amerikai Billboard 200 albumslágerlista élére került, Jennifer Lopez J to tha L-O!: The Remixes című albuma volt 2002-ben. A legtöbb példányban elkelt remixalbum Michael Jackson 1997-ben megjelent Blood on the Dance Floor: HIStory in the Mix című albuma, melyből világszerte több mint hétmillió darabot adtak el.